# Lwówek
Lwówek é um município da Polônia, na voivodia da Grande Polônia e no condado de Nowy Tomyśl. Estende-se por uma área de 3,16 km², com 3 038 habitantes, segundo os censos de 2016, com uma densidade de 961,4 hab/km².